# Weitwanderwege in Österreich

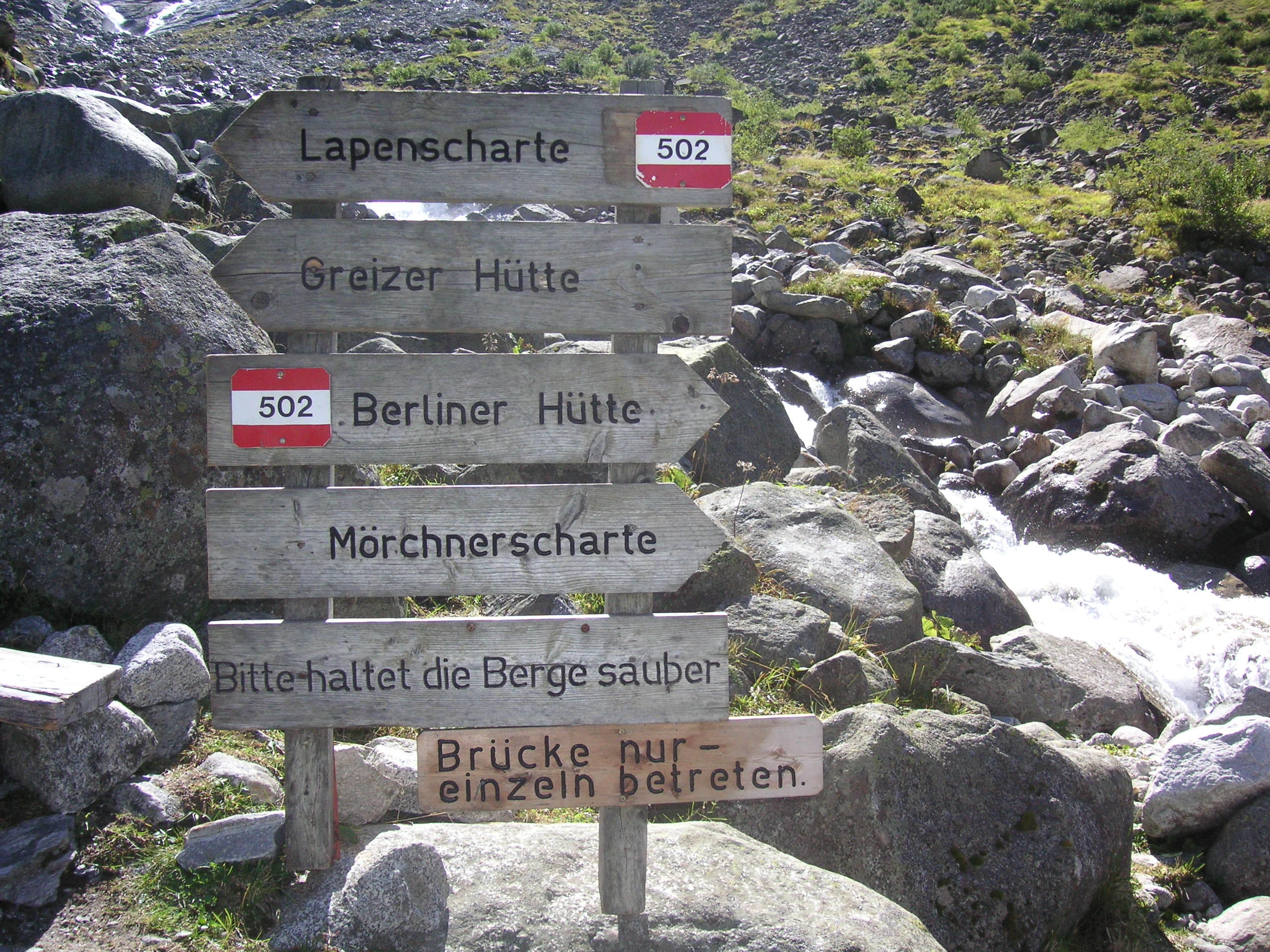
Wegweiser auf dem Zentralalpenweg in der Nähe der Greizer Hütte im September 2006

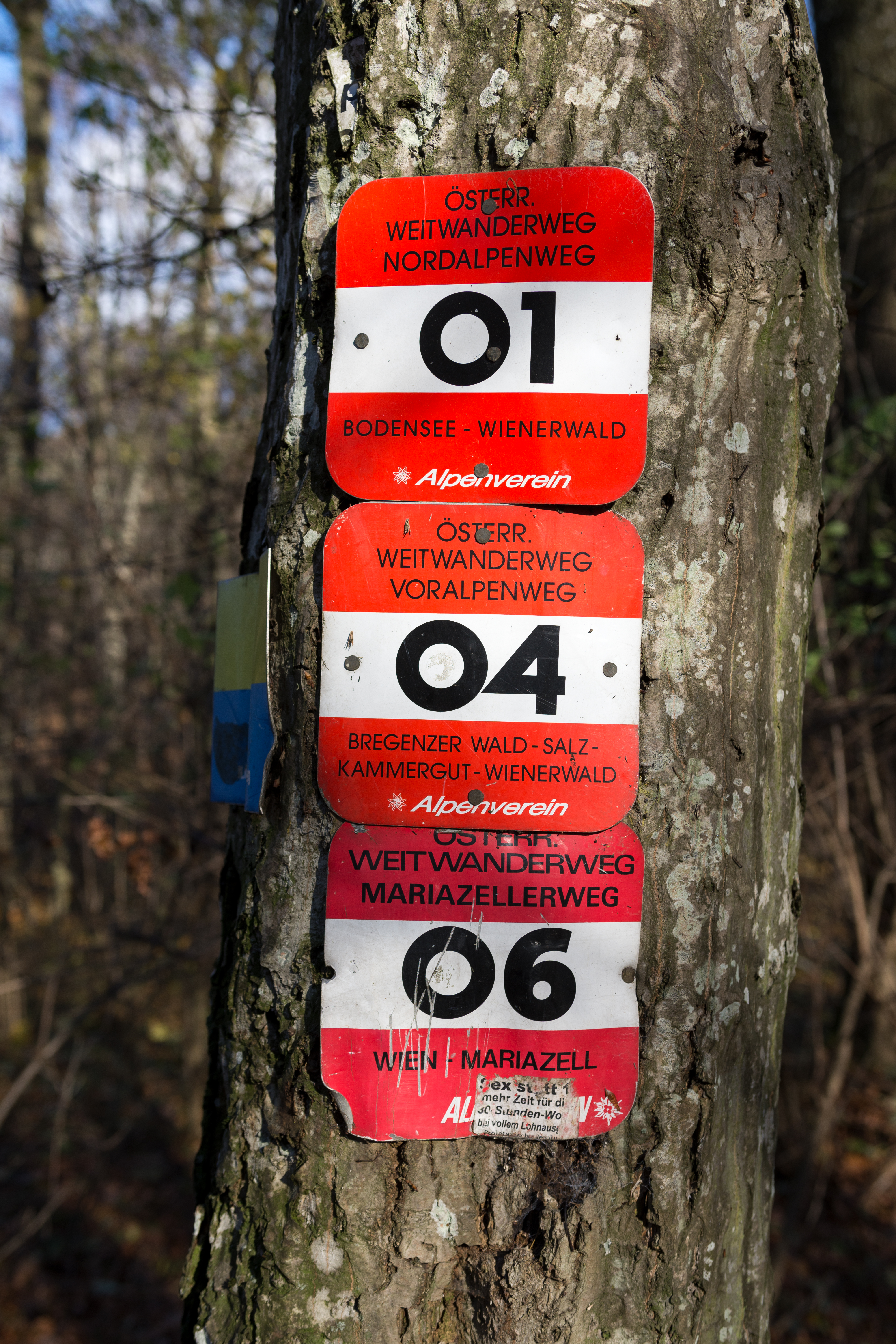
Markierungstafeln der Weitwanderwege 01, 04 und 06 im Naturpark Föhrenberge

In Österreich gibt es mehr als 100 regionale und überregionale Weitwanderwege unterschiedlicher Länge. Zehn davon werden als die großen österreichischen Weitwanderwege 01 bis 10 bezeichnet. Sie durchqueren die österreichischen Alpen und Voralpen, aber auch die Gebiete nördlich der Donau und zum Neusiedler See hin. Sie führen alle zumindest teilweise durch alpines oder hochalpines Gelände. Manche von ihnen sind auch Teil eines Europäischen Fernwanderweges.

## Die 10 großen österreichischen Weitwanderwege
Da der 1970 eröffnete Nord-Süd-Weitwanderweg großen Anklang fand und der Nordalpenweg bereits im Entstehen war, machte man sich im Österreichischen Alpenverein Gedanken über ein überregionales Weitwanderwegenetz in Österreich. Der im Jahr 1975 von Robert Wurst erstellte Generalplan eines Österreichischen Weitwander-Wegenetzes umfasste 12 Wege, Kriterium für diese Wege war eine jeweilige Mindestlänge von 300 Kilometer sowie, dass mindestens drei Bundesländer berührt werden. Zehn dieser Wege wurden bis 1983 realisiert.

### Weitwanderweg 01: Nordalpenweg

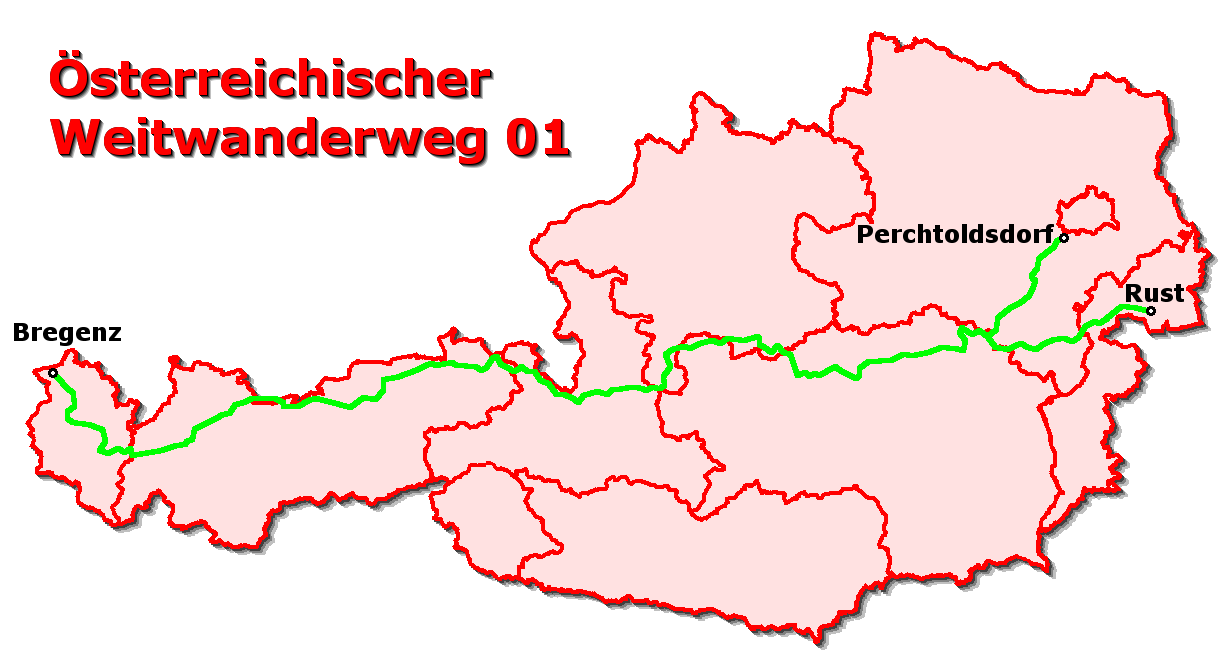
Weitwanderweg 01

Er führt von Bregenz entlang der Nördlichen Kalkalpen durch die Bundesländer Vorarlberg, Tirol, Salzburg, Oberösterreich, Steiermark, Niederösterreich und Burgenland nach Perchtoldsdorf bei Wien bzw. nach Rust am Neusiedler See. K1  S1
- Weglänge: rund 1260 km
- Tiefster Punkt: 123 m (Rust am Neusiedler See)
- Höchster Punkt: 2962 m (Zugspitze)

Teil bzw. Variante des Europäischen Fernwanderwegs E4.

### Weitwanderweg 02: Zentralalpenweg

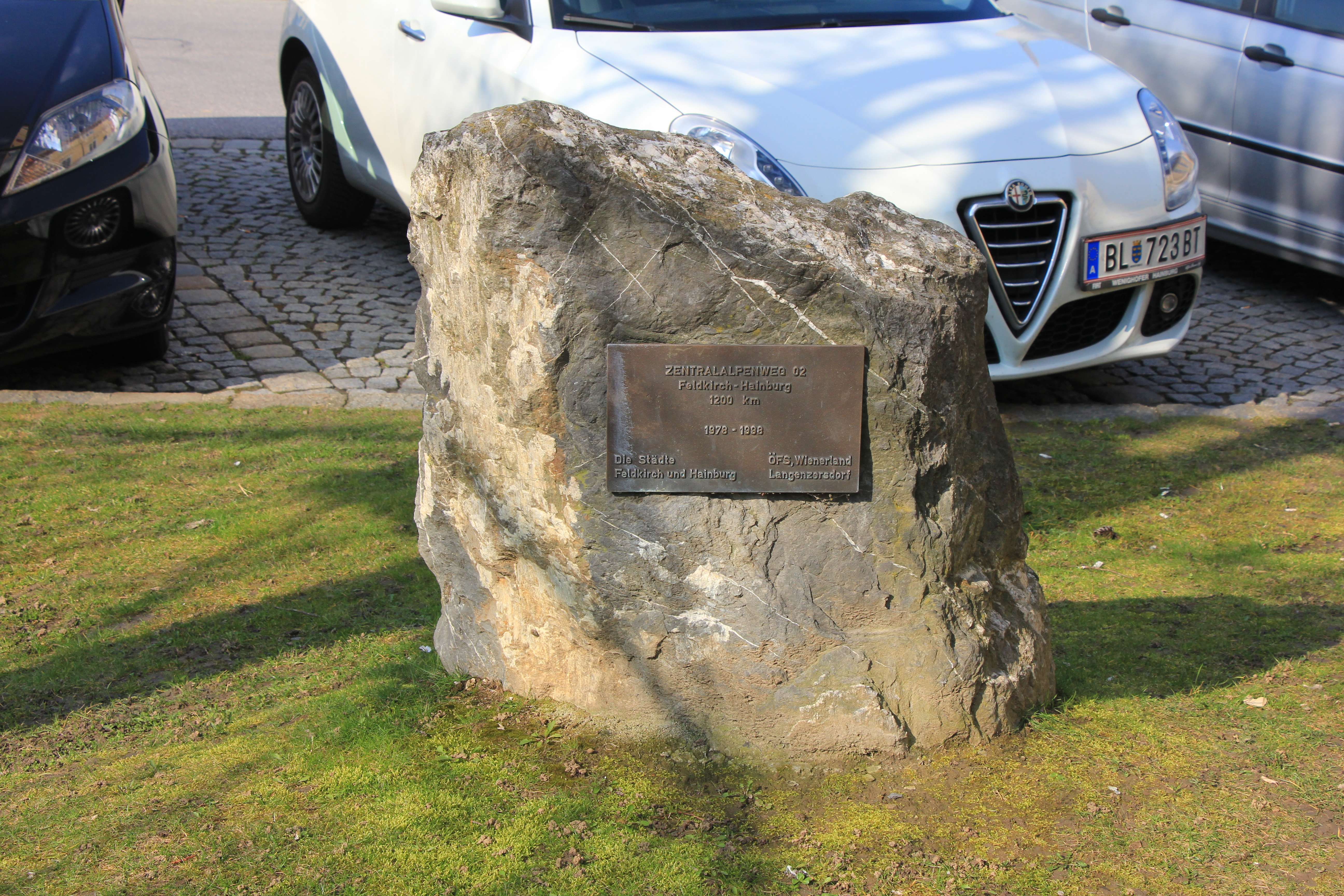
Endstein am Hauptplatz in Hainburg

Von Feldkirch in Vorarlberg führt der Weg entlang des Alpenhauptkamms der Zentralalpen bis Hainburg an der Donau. Dabei durchquert er Tirol, Salzburg, Kärnten, die Steiermark, Niederösterreich und das Burgenland. Außerdem macht er einen kurzen Abstecher ins Fürstentum Liechtenstein und in die Schweiz. Durch die Tiroler Zentralalpen und die Hohen Tauern bietet er einen Hauptweg und zwei Varianten. Am hochalpinen Normalweg sind auch zahlreiche Gletscher zu queren und Kletterstellen bis II zu überwinden. W2
- Weglänge: rund 1270 km
- Tiefster Punkt: 118 m (Neusiedl am See)
- Höchster Punkt: 3407 m (Venedigerscharte in den Hohen Tauern) am Hauptweg.

### Weitwanderweg 03: Südalpenweg
Durch den österreichischen Anteil der Südlichen Kalkalpen und das Südsteirische Weinbaugebiet leitet dieser Weg. Ausgehend von Sillian in Osttirol geht es durch die Kärntner Südalpen (Karnischer Höhenweg / Karawankenwanderweg / Kärntner Grenzweg) und die Südsteiermark bis Bad Radkersburg. In weiten Teilen wird der Weg von der österreichisch-italienischen bzw. österreichisch-slowenischen Grenze begleitet.
- Weglänge: rund 513 km
- Tiefster Punkt: 208 m (Bad Radkersburg)
- Höchster Punkt: 2678 m (Pfannspitze in den Karnischen Alpen)

Teilweise Teil der Roten Via Alpina.

### Weitwanderweg 04: Voralpenweg

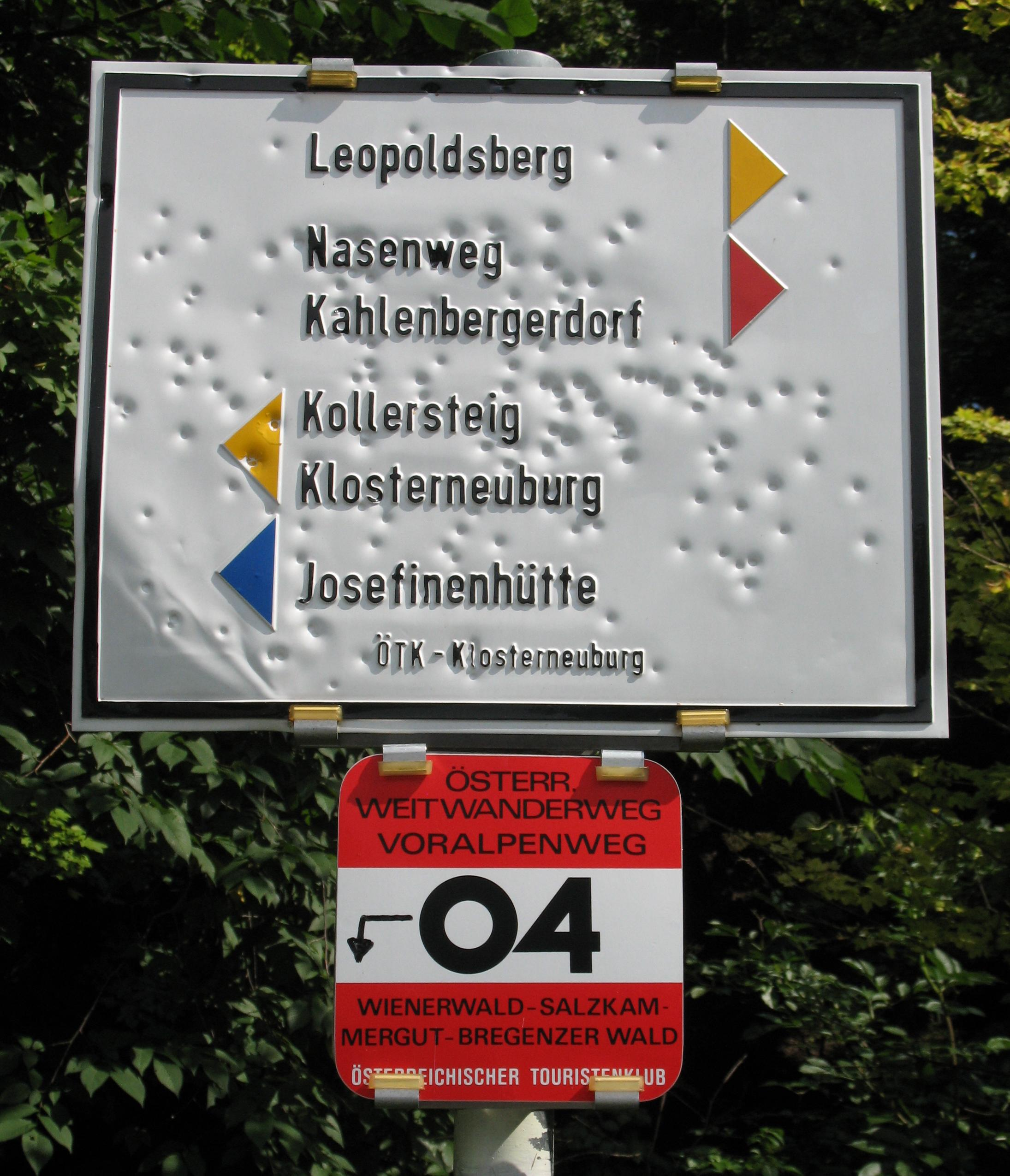
ÖTK-Schild auf dem Leopoldsberg

Zwischen Bregenz und Perchtoldsdorf bei Wien kann das nördliche Alpenvorland durchquert werden. Berührt werden das Bundesland Vorarlberg, der Freistaat Bayern, die Bundesländer Salzburg, Oberösterreich, Niederösterreich und Wien. Der eigentliche Voralpenweg führt von Wien-Rodaun bzw. Perchtoldsdorf bis Salzburg bzw. Bad Reichenhall und findet dann Fortsetzung im bayrischen Maximiliansweg. S4  Ö4
- Weglänge: rund 501 km
- Tiefster Punkt: 265 m (Perchtoldsdorf)
- Höchster Punkt: 1821 m (Grünalmkogel)

Variante des Europäischen Fernwanderwegs E4.

### Weitwanderweg 05: Nord-Süd-Weitwanderweg

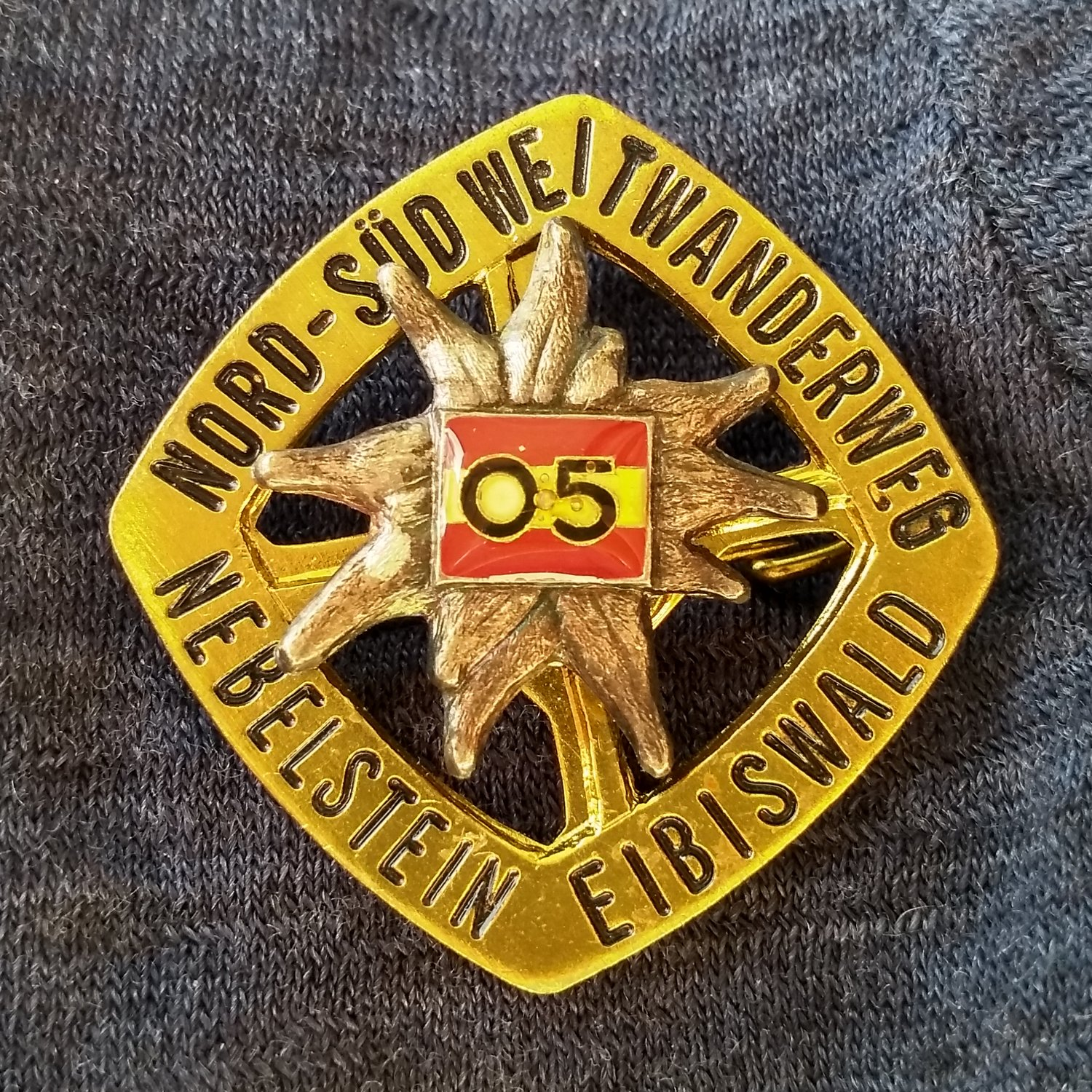
Das Nord-Süd-Weg-Abzeichen

Der älteste österreichische Weitwanderweg beginnt am Nebelstein nahe der österreichisch-tschechischen Grenze. Von dort führt er durch die Bundesländer Niederösterreich, Oberösterreich, Kärnten und Steiermark quer durch die östlichen Alpenausläufer nach Eibiswald nahe der slowenischen Grenze. Der Weg geht auf eine Idee des österreichischen Bildhauers Carl Hermann, Gründer der Sektion Weitwanderer des Österreichischen Alpenvereins zurück. S5  Ö5
- Weglänge: rund 500 km
- Tiefster Punkt: 200 m (Spitz an der Donau)
- Höchster Punkt: 2277 m (Hochschwab)

Teil des Europäischen Fernwanderwegs E6.

### Weitwanderweg 06: Mariazeller Wege
Die Mariazeller Wege bestehen aus mehreren Teilwegen. Sie haben ein gemeinsames Ziel: den Wallfahrtsort Mariazell in der nördlichen Obersteiermark. Entstanden ist dieses Wegenetz durch die vielen Fußwallfahrer (heute Pilger), welche auf unterschiedlichste Weise ihren Weg zur Wallfahrtskirche Mariazell gesucht haben. Als Ausgangspunkte dienen die Orte: Klagenfurt (Kärnten), Linz-Pöstlingberg (Oberösterreich), Nebelstein und Perchtoldsdorf (Niederösterreich), Eisenstadt (Burgenland), Salzburg (Salzburg), Eibiswald (Steiermark) sowie Wien (Ostast, Wiener Wallfahrerweg). S6
- Weglänge: rund 1000 km
- Tiefster Punkt: 175 m (Großhöflein im Burgenland)
- Höchster Punkt: ca. 1540 m (nahe Grundbauernhütte, Mürzsteger Alpen)

Der Westast von Salzburg entspricht über weite Strecken dem Weitwanderweg 04: Voralpenweg.

### Weitwanderweg 07: Ostösterreichischer Grenzlandweg
Ausgangspunkt ist der Nebelstein in Niederösterreich, dann entlang der österreichischen Nord- und Ostgrenze (Tschechien, Slowakei, Ungarn, Slowenien) führt der Weg durch das Hügelgebiet der Granit- und Gneishochland der Böhmischen Masse und des Weinviertels, nach der Durchquerung von Wien durch das burgenländische Tiefland und durchs steirische Hügelland, endet der Weg in Bad Radkersburg in der Steiermark. S7  Ö7
- Weglänge: rund 697 km
- Tiefster Punkt: 117 m (Illmitz am Neusiedler See)
- Höchster Punkt: 1017 m (Nebelstein)

### Weitwanderweg 08: Eisenwurzenweg
Dieser Weg durchquert Österreich vom nördlichsten zum südlichsten Punkt. Er beginnt in Rottal an der tschechischen Grenze und führt quer durch Niederösterreich, die Steiermark und Kärnten bis zum slowenischen Grenzübergang am Kärntner Seebergsattel. Benannt ist er nach dem „Eisenwurzengebiet“, der Gegend rund um das untere Ennstal, in welchem sich im späten 19. und frühen 20. Jahrhundert zahlreiche kleine eisenverarbeitende Betriebe angesiedelt haben. S7
- Weglänge: rund 580 km
- Tiefster Punkt: 240 m (Persenbeug an der Donau)
- Höchster Punkt: 2376 m (Zirbitzkogel-Schutzhaus in den Seetaler Alpen)

### Weitwanderweg 09: Salzsteigweg

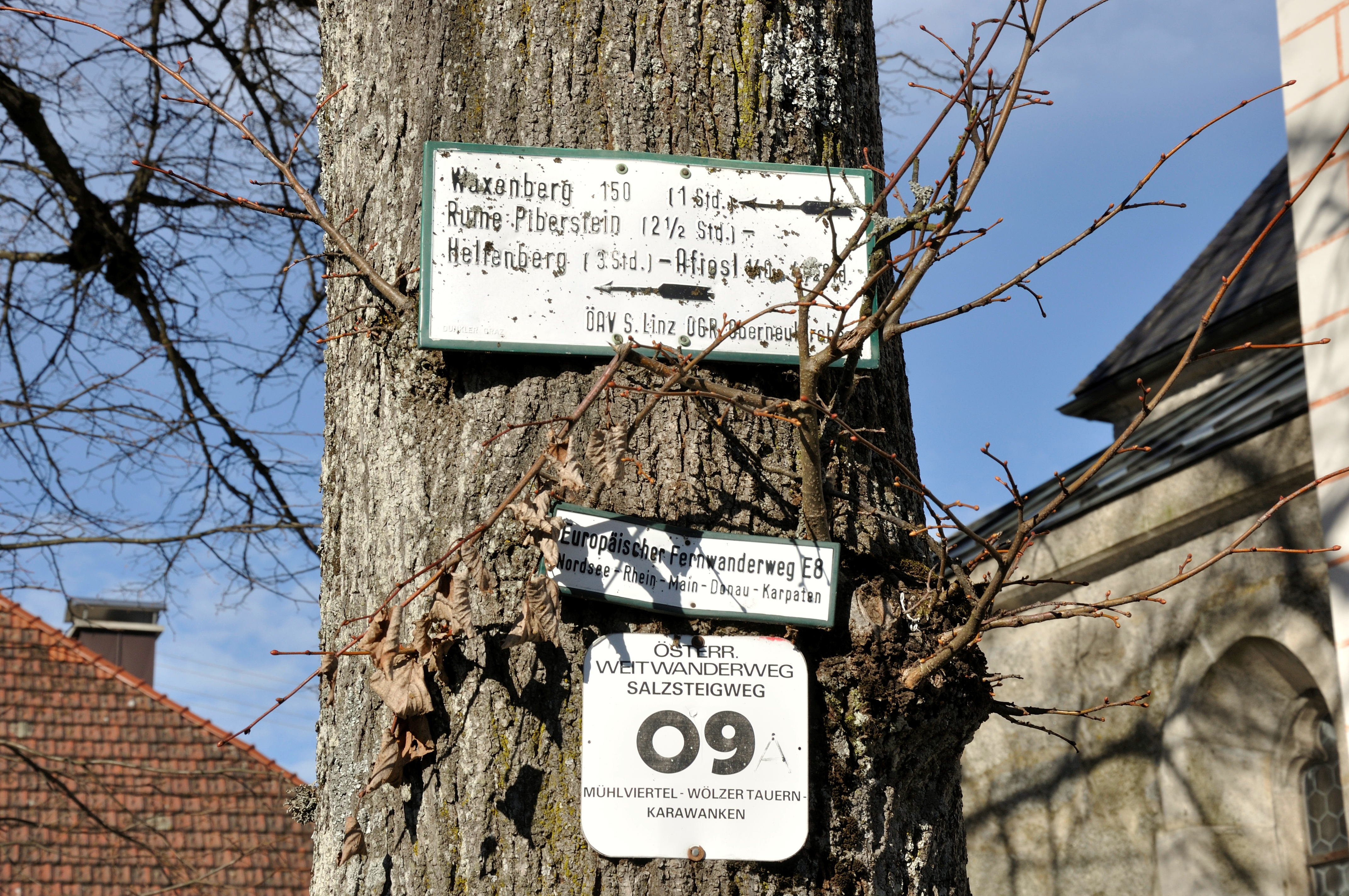
Wanderwegschilder an einer Linde neben der Pfarrkirche in Oberneukirchen (Mühlviertel, Oberösterreich).

Der Salzsteigweg folgt durch das Tote Gebirge und die Niederen Tauern alten Wegen, auf welchen schon zur Römerzeit Salztransporte durchgeführt wurden. Er beginnt am Sternstein in Oberösterreich, quert die westliche Obersteiermark und führt durch Kärnten bis zum Grenzübergang am Wurzenpass. S9  Ö9
- Weglänge: rund 437 km
- Tiefster Punkt: 270 m (Linz)
- Höchster Punkt: 2320 m (Bretthöhe in den Nockbergen)

### Weitwanderweg 10: Rupertiweg

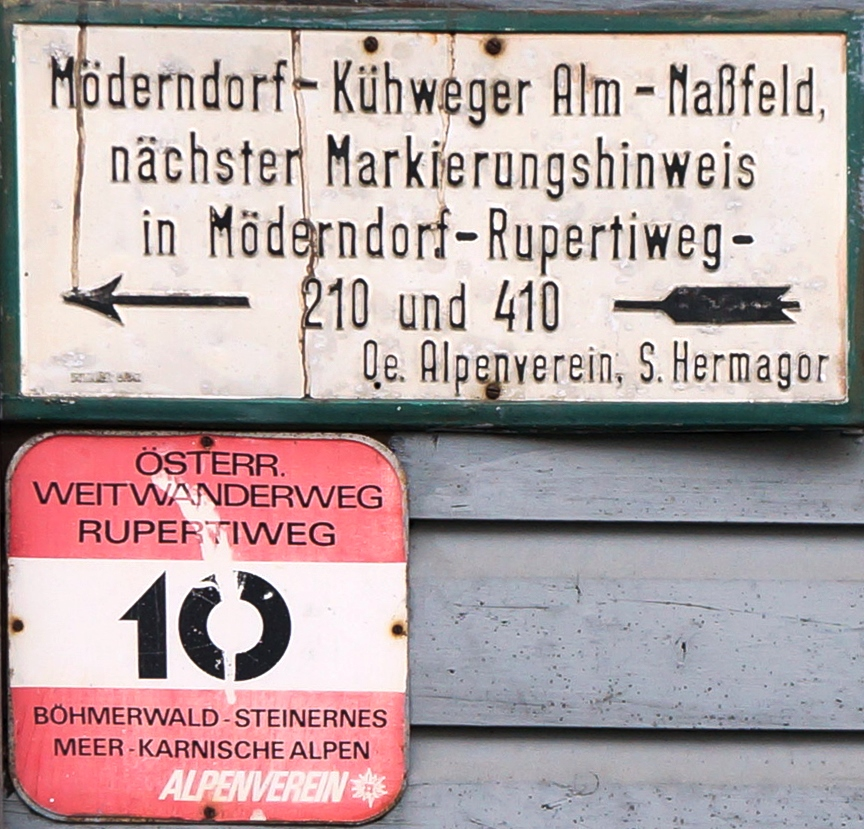
Weitwanderweg 10, Böhmerwald, Steinernes Meer, Karnische Alpen

Auch der Rupertiweg führt von Norden nach Süden. Er beginnt am Bärenstein nahe der tschechischen Grenze, führt durch Oberösterreich, Salzburg (mit einem kurzen Abstecher nach Bayern im Bereich des Berchtesgadener Landes) und Kärnten zum Nassfeld. S10  Ö10
- Weglänge: rund 563 km
- Tiefster Punkt: 290 m an der Donau (bei Niederranna)
- Höchster Punkt: 2720 m (Zwernberger Törl in der Reißeckgruppe)

Teil des Europäischen Fernwanderwegs E10

### Nachgewiesene Begehungen
Für die teilweise oder vollständige Begehung der einzelnen Wege können bei der Sektion Weitwanderer des Österreichischen Alpenvereins Wanderabzeichen erworben werden. Dazu ist es nötig, bei in den Wanderführern ausgewiesenen Stellen Kontrollstempel einzuholen. Dabei besteht kein Zeitlimit und die Begehungen können beliebig oft unterbrochen werden, die Begehungsrichtung ist egal.
Rund 75 Personen haben alle 10 österreichischen Weitwanderwege begangen, einem Wanderer gelang dieses Kunststück sogar zweimal.
1994 wurden vom Langenzersdorfer Fritz Peterka alle zehn großen, insgesamt rund 7300 km langen österreichischen Weitwanderwege „in einem Stück“ in 143 Tagen begangen. Diese Leistung wurde 1998 im Guinness-Buch der Rekorde eingetragen.
Mitte Juni bis Mitte Oktober 2016 beging Matthias Kodym (33) eine Aneinanderkettung der Weitwanderwege 03, 02 und 01. 3000 km Strecke und 150.000 Höhenmeter in 119 Tagen; mit höchstens 5 kg schwerem Rucksack, zumeist als Selbstversorger mit Übernachtung im Biwak oder in Hütten, mit der Kamera dokumentierend. Er brauchte 6 Paar Schuhe auf, die ihm seine Mutter über Postämter nachschickte.

## Europäische Fernwanderwege in Österreich
Von den 12 Europäischen Fernwanderwegen verlaufen fünf abschnittsweise durch Österreich.

### Europäischer Fernwanderweg E4
Der Europäische Fernwanderweg E4 verläuft auf zwei parallelen Routen durch die österreichischen und bayrischen Alpen. Während der E4 alpin von Bregenz dem Nordalpenweg zum Neusiedler See folgt, kann auf der nördlicher verlaufenden, voralpinen Route auf dem Maximiliansweg durch erst durch den Bregenzerwald und anschließend durch Bayern gewandert werden. Bei Salzburg erreicht diese Route erneut österreichischen Boden und dem Voralpenweg folgend  schließlich Wien. Weiter geht es über den Ostösterreichischen Grenzlandweg, um nordöstlich des Geschriebensteins die Grenze zu Ungarn zu überschreiten.

### Europäischer Fernwanderweg E5
Der Europäische Fernwanderwegs E5 ist der einzige der hier genannten E-Wege, welcher nicht entlang österreichischer Weitwanderwege, sondern meist auf einer eigenständigen Route verläuft. Dabei führt er zweimal durch österreichisches Gebiet. Von Bregenz verläuft er (gemeinsam mit dem E4) nach Bayern. Am Mädelejoch wieder Österreich erreichend, werden die Allgäuer Alpen überquert. Der Weg führt über die Lechtaler Alpen zur Memminger Hütte und nach Zams. Der weitere Verlauf bringt Wanderer über den Venet ins Pitztal. Am Geigenkamm zwischen Pitz- und Ötztal werden kurz hinter der Braunschweiger Hütte knapp 3000 Höhenmeter erreicht. Das Timmelsjoch markiert schließlich den Beginn des italienischen Abschnitts.

### Europäischer Fernwanderweg E6
Der Europäische Fernwanderweg E6 folgt vom Dreisesselberg dem Nordwaldkammweg zum Nebelstein im Waldviertel und von dort dem Nord-Süd-Weitwanderweg über Mariazell und das Hochschwabgebiet nach Eibiswald. Unweit von dort wird am Radlpass slowenisches Staatsgebiet betreten.

### Europäischer Fernwanderweg E8
In Oberkappel erreicht der Europäische Fernwanderweg E8 österreichisches Staatsgebiet. Von dort folgt er dem Mittellandweg 110, später dem Mühlviertel Wanderweg 170 und ein kurzes Stück auf dem Nord-Süd-Weitwanderweg zum Nebelstein. Nun gibt der Ostösterreichische Grenzlandweg die Richtung vor, welcher bei Wolfsthal östlich von Wien in die Slowakei verlassen wird.

### Europäischer Fernwanderweg E10
Der Europäische Fernwanderweg E10 folgt in Nord-Süd-Richtung dem gesamten Rupertiweg vom Böhmerwald zu den Karnischen Alpen, letztere werden ab dem Nassfeld in Richtung Westen auf dem Südalpenweg bis nach Sillian durchquert. Dort überquert der Weg die Grenze zu Italien.

## Weitere nennenswerte Wege

### Adlerweg
Der Adlerweg ist ein Weitwanderweg durch ganz Tirol. Die Hauptroute verläuft von St. Johann in Tirol den Wilden Kaiser entlang, durch die Brandenberger Alpen, das Rofan- und das Karwendelgebirge sowie die Lechtaler Alpen bis nach St. Christoph a. Arlberg; er folgt in weiten Strecken dem Nordalpenweg 01 und dem E4.
Neben dem Nordtiroler Adlerweg gibt es auch einen Adlerweg in Osttirol zwischen Österreichs höchsten Bergen, dem Großvenediger und dem Großglockner.
- Weglänge:
  - Nordtirol: 320 km, 24 Tagesetappen
  - Osttirol: 93 km, 9 Tagesetappen

### Alpe Adria Trail
Der Alpe Adria Trail ist ein 650-Kilometer-Weitwanderweg (mit zusätzlicher 3-Länder-Kurzvariante, 140 km), der von der Franz-Josefs-Höhe in Kärnten über Kranjska Gora in Slowenien nach Muggia in Friaul-Julisch Venetien an der italienischen Adriaküste führt.
- Weglänge gesamt: rund 790 km
- Tiefster Punkt: 0 m (Muggia, Friaul-Julisch Venetien)
- Höchster Punkt: 2370 m (Franz-Josefs-Höhe, Kärnten)

### Arnoweg
Der Arnoweg umrundet das Bundesland Salzburg. Er ist dem Erzbischof Arno von Salzburg († 821) gewidmet RA
- Weglänge: 1000 km (mit den Zustiegswegen insgesamt 1200 km)
- Tiefster Punkt: 400 m (Oberndorf bei Salzburg)
- Höchster Punkt: 3105 m (Zittelhaus, Hoher Sonnblick)

### Bernstein Trail (Ost-Route)
Der seit Jänner 2020 bestehende Bernstein-Trail führt in 13 Etappen auf der einstigen Römischen Bernsteinstraße vom Nordburgenland durch den Nationalpark Neusiedler See-Seewinkel durch Teile Ungarns bis ins Südburgenland.
- Weglänge: rund 324 km (13 Etappen, ca. 7 Stunden Gehzeit/Etappe)

Etappenorte: Start Petronell-Carnuntum - Etappe 01 Neusiedl am See - Etappe 02 Frauenkirchen - Etappe 03 Illmitz - Etappe 04 Rust -Etappe 05 Sopron - Etappe 06 Neckenmarkt - Etappe 07 Lutzmannsburg - Etappe 08 Köszeg - Etappe 09 Rechnitz - Etappe 10 Deutsch Schützen – Bergen (Deutsch-Schützner Bergen) - Etappe 11 Heiligenbrunn - Etappe 12 Eltendorf - Etappe 13 St. Martin an der Raab

### Burgenland Extrem Trail
Der Weg ist aus der Burgenland Extrem Tour entstanden und verläuft rund um den Neusiedler See und führt durch Ungarn und das nördliche Burgenland. Der Weg führt durch das einzigartige UNESCO-Welterbegebiet Fertő-Neusiedler See und den Nationalpark Neusiedler See - Seewinkel (Österreich/Ungarn).
- Weglänge: rund 120 km
- Tiefster Punkt: 114 m Lange Lacke (niedrigster Punkt Österreich)
- Höchster Punkt: 174 m

### Donausteig
Der Donausteig ist ein oberösterreichisch-bayerischer Weitwanderweg und führt großteils auf beiden Seiten der Donau von Passau über Linz nach St. Nikola an der Donau bei Grein und wurde am 3. Juli 2010 offiziell eröffnet. Die Weglänge ist 440 Kilometer, zusätzlich gibt in den entlang des Weges liegenden Gemeinden jeweils einen dazugehörigen Rundwanderweg (Donaurunde).

### Hemmapilgerweg
Der Hemmapilgerweg besteht aus acht Routen, die alle das Grab der Heiligen Hemma, Schutzfrau von Kärnten, in Gurk zum Ziel haben. Insgesamt weist das Wegenetz des Hemmapilgerwegs eine Wegstrecke von rund 850 Kilometern auf. Ausgangsorte sind Sveta Ana und Črna in Slowenien, Admont und St. Hemma bei Edelschrott in der Steiermark und die Turrach, Millstatt, Ossiach und Karnburg in Kärnten. Der Hemmapilgerweg wurde 2002 initiiert und knüpft an die Tradition der Krainerwallfahrt an.

### Hohe Tauern Panorama Trail
Der Hohe Tauern Panorama Trail im Bundesland Salzburg führt in 17 Etappen von den Krimmler Wasserfällen bis ins Großarltal und eröffnet Ausblicke auf Österreichs höchste Berge. Pro Tag sind Weitwanderer zwischen drei und sieben Gehstunden – ohne Seilversicherung und in einer Aussichtslage zwischen 700 und 2.400 Meter Seehöhe – unterwegs.
- Weglänge: rund 270 km
- Tiefster Punkt: 692 m
- Höchster Punkt: 2456 m

### Iseltrail
Der Iseltrail besteht aus fünf Etappen und führt auf 80 km von Lienz in Osttirol entlang des Gletscherflusses Isel hinauf ins ewige Eis der Gletscher zu der Gletscherzunge am Umbalkees. Die 57 Kilometer lange Isel ist der zentrale Punkt des Wanderweges und dieser führt durch unterschiedliche Landschaftsformen wie Wasserfälle, Schluchten, Sandbänke oder alpine Bereiche wie z. B. Tamarisken-Inselwelt, den Virgener Katarakt, die dramatische Schlucht bei Bobojach und die Gloschlucht über die berühmten Umbalfälle in Prägraten bis hin zum Isel-Ursprung am Umbalkees mitten in der Kernzone des Nationalpark Hohe Tauern.

### Jakobswege
Der Jakobsweg, ein europäisches Netz von Pilgerwegen, das auf Santiago de Compostela in Nordspanien zuläuft, umfasst in Österreich zwei Hauptrouten:
- Ost-West-Route Jakobsweg Österreich von Wolfsthal (bei Hainburg) über Schwechat, Purkersdorf, Maria Langegg, Ybbs, Linz, Lambach, Salzburg, St. Johann in Tirol, Strass im Zillertal, Innsbruck, Zams und St. Christoph nach Feldkirch. Der Anschlussweg an die Obere Straß nach Maria Einsiedeln ist etwa 100 km lang.

- Einzelne Abschnitte dieser Route sind beschildert und regional benannt worden, z. B. Jakobsweg Purkersdorf–Göttweig, Wachauer Jakobsweg, Jakobsweg Melk–Persenbeug, Jakobsweg Persenbeug–Sankt Pantaleon, Jakobsweg Salzburg, Jakobsweg Tirol, Jakobsweg Landeck–Einsiedeln.

- Süd-West-Route von Thal bei Graz über Ehrenhausen nach Marburg, weiter nach Vuzenica, Lavamünd, Glainach, St. Jakob im Rosental, Villach, St. Jakob ob Ferndorf, Spittal an der Drau, Berg im Drautal, Lienz, Toblach, Bruneck, Sterzing, Brenner nach Innsbruck zum Jakobsdom.[12]
- Darüber hinaus gibt es zu den Hauptrouten Anschlusswege: z. B. auf der Nord-West-Route Südmähren - Weinviertel, Brno - Mikulov - Krems/Mautern den Jakobsweg Weinviertel und mit dem Jakobsweg Oberes Mühlviertel, dem Jakobsweg Innviertel und dem Jakobsweg Böhmen–Bayern–Tirol Anschlussrouten von Böhmen und aus dem Oberen Mühlviertel. Der Jakobsweg Weststeiermark hingegen mündet bei Lavamünd in die Süd-West-Route. Ein Jakobsweg aus Ungarn mündet bei Wolfsthal in die Ost-West-Route des Jakobsweges Österreich, während eine Alternativroute zunächst bei Halbturn in den Jakobsweg Burgenland und erst bei Haslau-Maria Ellend an die eben erwähnte Ost-West-Route anschließt.

### Kärntner Grenzweg
Der Kärntner Grenzweg umrundet Kärnten in 45 Etappen.
- Weglänge: ca. 800 km
- Höhenmeter: ca. 41.500

### Kärntner Marienpilgerweg
Der Kärntner Marienpilgerweg führt in zehn Tagesetappen über 266 Kilometer durch Österreichs südlichstes Bundesland. Der Marienpilgerweg beginnt in Maria Rojach im Lavanttal und geht über die Landeshauptstadt Klagenfurt, Villach und durch das Gailtal, bis er schließlich in Maria Luggau im Lesachtal endet. Wanderer und Pilger erleben hier die ganze Vielfalt der Kärntner Landschaft, von der Hügel- und Seenlandschaft in Unter- und Mittelkärnten bis zu den beeindruckenden Bergregionen im Westen Kärntens. Dieser erst 2011 eröffnete Weg gehört mit zu den schönsten Pilgerrouten in den Alpen.
- Weglänge: 266 km
- Tiefster Punkt: 393 m
- Höchster Punkt: 1053 m

### Karwendel Höhenweg
Der Karwendel Höhenweg führt in sechs Tagesetappen durch den südlichen Teil des Naturparks Karwendel in Tirol. Der Weg startet am Seefelder Plateau und führt durch Wald und Almflächen über das Hochgebirge bis nach Scharnitz. Auf dieser schwierigen Mehrtagestour werden mehr als 70 Kilometer und über 9000 Höhenmeter zurückgelegt. Übernachtet kann in fünf Hütten werden.

### Lebensweg Waldviertel
Der Lebensweg führt über rund 260 km durch 22 Gemeinden im Südlichen Waldviertel. Er ist eine Verbindung des Ysper-Weitental-Rundwanderweges Nr. 22 und des Kremstalwegs Nr. 625. Wanderer können auf diesem Weg 13 Stationen des menschlichen Lebens in rund 14 Tagen erwandern.

### Lechweg
Der Lechweg begleitet seit 2012 auf etwa 125 km den Oberlauf des Lechs von Vorarlberg bis Bayern.

### Leonhardsweg
Der Leonhardsweg wurde 2008 eröffnet und führt auf 130 Kilometern vom Dom in Salzburg zur Wallfahrtskirche St. Leonhard bei Tamsweg, die dem heiligen Leonhard geweiht ist. Der Leonhardsweg führt über eine Abzweigung auch zum Hemmapilgerweg.

### Nordwaldkammweg
Der Nordwaldkammweg führt vom tschechisch-österreichischen Grenzgebiet Dreisesselberg im Böhmerwald durch den Norden des Mühlviertels zum Nebelstein im Waldviertel.

### Via Alpina
Die Via Alpina ist ein Projekt von acht Alpenstaaten. Durch Österreich verlaufen drei Wege, nämlich Teile vom Roten Weg, vom Gelben Weg und vom Violetten Weg. Sie stellen keine eigenständigen Wege dar, sondern verlaufen entlang einiger der großen österreichischen Weitwanderwege.

### Vom Gletscher zum Wein
Die Wanderroute „Vom Gletscher zum Wein“ führt von der Bergstation der Dachstein-Südwandbahn über den Schladminger Gletscher zum Guttenberghaus. Von hier bieten sich zwei Varianten für die Tour bis ins Weinland im Süden der Steiermark.
Auf der Nordroute wird über das Ausseerland-Salzkammergut, das Gesäuse, den Hochschwab, den Naturpark Mürzer Oberland, die Fischbacher Alpen, die Oststeiermark und das Thermen- & Vulkanland bis nach Bad Radkersburg an der österreichisch-slowenischen Grenze gewandert. Alternativ kann auf der Südroute über die Schladminger Tauern, Murau, den Naturpark Zirbitzkogel-Grebenzen, die Stub- und Koralpe bis nach Leibnitz in der Südsteiermark gewandert werden.

### Weg des Buches
Der Weg des Buches ist eine alte Bibelschmugglerroute und folgt über einer Streckenlänge von 529 Kilometer den Spuren der Bücherschmuggler und Geheimprotestanten. Der „Weg des Buches“ beginnt in Schärding im Westen Oberösterreichs an der bayerischen Grenze und führt über das Salzkammergut, den Dachstein, über die Steiermark, die Kärntner Nockberge bis nach Agoritschach bei Arnoldstein nahe der slowenische Grenze. Dieser evangelische Pilgerweg passiert dank seines Nord-Süd-Verlaufs zahlreiche andere Routen, wie den Wolfgangweg, die beiden Hauptrouten des österreichischen Jakobsweges, die von Salzburg kommende Variante des Mariazellerweges, den Hemmapilgerweg, den Alpen-Adria-Trail und den Kärntner Marienpilgerweg, sodass eine Kombination mit anderen Routen leicht möglich ist.

### Weitwanderweg Nibelungengau
Auf 110 km verbindet der Weitwanderweg Nibelungengau den oberösterreichischen Donausteig im Westen mit dem Welterbesteig Wachau im Osten und verläuft in acht Etappen von Sarmingstein bis Persenbeug.

### Welterbesteig Wachau
Der Welterbesteig Wachau wurde wie der Donausteig ebenfalls 2010 eröffnet. Es handelt sich um einen 180 km langen Rundwanderweg, der die schönsten Stellen und die wichtigsten Sehenswürdigkeiten der Wachau auf beiden Donauufern verbindet.

### Wiener Alpenbogen
Dieser circa 300 km lange Wanderweg führt durch typische Alpenlandschaften entlang des Wiener Alpenbogens. Der Weg führt in 19 Etappen von der Buckligen Welt, über den Bergrücken des Wechsel-Gebirges, über den Semmering, hinauf auf die Rax und durch das Höllental, auf den Schneeberg bis zum Fuße der Hohen Wand in das Wiener Neustädter Becken.